# The Falling Woman
The Falling Woman este un roman fantasy științifico-fantastic de Pat Murphy publicat în noiembrie 1986 de Orb Books. Romanul a câștigat Premiul Nebula în 1987 la categoria cel mai bun roman.

## Povestea
Elizabeth Butler este un arheolog și autor al mai multor cărți de succes care contestă ideile colegilor ei despre civilizația Maya. De când a încercat să se sinucidă, Elizabeth are un dar ciudat: vede spirite antice la asfințit și în zori.